# North London Line
North London Line er en jernbane, der passerer gennem de indre forstader i Nordlondon, England. Dens rute er groftsagt en halvcirkel fra sydvest til nordøst, udenom det centrale London. Banen ejes og vedligeholdes af Network Rail. Selvom store dele af den oprindede som en del af North London Railway, er den nuværende rute resultatet af en række sammenlægninger, lukninger og genåbninger, og har en blanding af tredjeskinne- og køreledningsstrømforsyning. Den er en vigtig godsrute og benyttes af Richmond-Stratford-togene på London Overground, som en del af National Rail-netværket. Mellem Richmond og Gunnersbury deler London Undergrounds District line spor med London Overground-togene, selvom denne del også ejes og vedligeholdes af Network Rail.
Banen lukkede i februar 2010 mellem Gospel Oak og Stratford for implementering af et nyt signalsystem og for forlængelse af 30 perroner, det sidste for at tillade firvognstog i London Overground-netværket. Banen genåbnede den 1. juni 2010 med reduceret betjening og slet ingen på søndage, og da opgraderingsarbejdet var fuldendt trådte den almindelige køreplan 22. maj 2011 i kraft.

## Historie

### Dannelse
North London Line mellem Richmond og North Woolwich afstammer fra fem forbundne sektioner, der blev åbnet gennem 25 år fra 1846 og frem:
- Den østligste strækning åbnede som Eastern Counties and Thames Junction Railway i 1846-47 mellem Stratford og North Woolwich. Det senere anlæg af Royal Victoria Dock nødvendiggjorde en svingbro på den oprindelige linjeføring syd for Canning Town, der blev omlagt i 1850 via Custom House og Connaught Tunnelen. Den oprindelige rute blev bevaret som Silvertown Tramway, en lokal godsbane forbundet til den nye stambane i begge ender.

- Den primære centrale sektion åbnede fra 1850 til 1852 som East & West India Docks & Birmingham Junction Railway (omdøbt til North London Railway (NLR) i 1853). Denne gav forbindelse fra Euston-hovedbanen nær Primrose Hill til havnene ved Poplar via Bow.

- I vest blev North & South Western Junction Railway åbnet i 1853 fra Willesden Junction Station til en udfletning med Hounslow Loop Line nær Kew Bridge.

- Den sidste forbindelse i øst blev åbnet mellem NLR nær Victoria Park og Stratford i 1854.

- For at forebygge at NLR-tog kørte på den travle Euston-hovedbane blev Hampstead Junction Railway åbnet fra NLR ved Camden Road til Willesden via Hampstead Heath i 1860.

- For at give NLR direkte adgang til City of London blev City-forlængelsen til Broad Street åbnet fra Dalston Junction i 1865.

- Rutens sidste del var åbningen af en forbindelse fra South Acton til Richmond af London & South Western Railway (LSWR) i 1869.

### Udviklinger
Banen mellem Broad Street og både Kew Bridge og Richmond blev elektrificeret af LNWR i 1916 med fjerdeskinne jævnstrømssystem.
I 1944 blev passagerdriften på NLR Poplar-grenen forøget. Godstrafikken fortsatte formentlig på grenen indtil havnene på Isle of Dogs lukkede i 1960'erne og 1980'erne. Sporkassen af den sydlige del af grenen, fra Poplar til Bow, blev benyttet til Docklands Light Railway (DLR)-grenen til Stratford.
I 1979 blev betjeningen fra North Woolwich til Stratford forlænget til Camden Road som CrossTown LinkLine-betjeningen, ved benyttelse af de samme Cravens-byggede dieseltogsæt. Der var ingen mellemliggende stationer før 1980, hvor Hackney Wick, nær grunden for den tidligere Victoria Park Station, åbnede og Hackney Central genåbnede. Homerton genåbnede i 1985, efter begge sidstnævnte stationer lukkede i 1944. Der blev bygget nye perroner på West Ham for skiftemulighed til den tilstødende Underground-station.

### Lukninger
I 1980'erne lukkede Broad Street Station og Tottenham Hale–Stratford-forbindelsen og på stationen ved Lea Bridge ophørte betjening af regulære passagertog. Banen mellem Dalston og North Woolwich blev elektrificeret med tredjeskinnesystemet og Broad Street-togene blev omlagt til North Woolwich ved brug af tidligere Southern Region 2-EPB-tog, bygget i 1950'erne. Tovognstognene viste sig hurtigt at være for små og blev erstattet med de elektriske togsæt litra 313 med tre vogne. Den nye betjening blev brandet som North London Link af British Rail, og nogle skilte med dette navn findes stadig.
I december 2006 lukkede banen mellem Stratford og North Woolwich permanent for at gøre plads til en kommende DLR-forlængelse (ligesom det var sket med Poplar-grenen, se ovenfor) fra Canning Town til Stratford International, der åbnede i september 2011. Strækningen syd for Canning Town blev ikke benyttet af DLR, da den stort set er duplikeret af DLR King George V-grenen. I stedet vil strækningen blive en del af Crossrails gren til Abbey Wood (åbner 2018). Strækningen syd for Stratford har altid været "rosinen i pølseenden" for banen, for når der var driftsproblemer var det normalt at tog vendte på Stratford.

### Ringe betjening før TfL-overtag
På trods af de udgivne tilfredshedsundersøgelser blev North London Line set af jævnlige rejsende om værende en ringe betjening, med ekstremt overbelastede tog og en upålidelig drift med tog, der ofte blev aflyst kort før de skulle ankomme. En rapport fra London Assembly fra 2006 beskrev den daværende betjening som "tarvelig, upålidelig, usikker og overfyldt" og foreslog overdragelsen af driften til Transport for London (TfL) om en løsning på forbedring af betjeningskvaliteten grundet opgraderingsplanerne, der var sammenfaldende med forlængelsen af East London Line. En rapport om banen kan findes på London Assemblys hjemmeside.

### TfL
Som en del af Silverlink Metro blev North London Line sammen med West London Line, Gospel Oak to Barking Line og Watford DC Line overdraget til Transport for London (TfL) i 2007 for at danne deres nye London Overground-betjening. TfL begyndte at ombygge stationer, integrere banerne og efter overdragelsen og forlængelsen af East London Line, sigter de mod at skabe en orbital jernbanebetjening. TfL købte også nye tog og banen, der tidligere blev vist på Underground-netværkskort efter en offentlig kampagne, fik sin egen farve. TfL renoverede og opgraderede banen grundigt.

### Tidligere betjeninger
Som supplement til de primære Broad Street – Richmond-afgange var der betjeninger, der forbandt Broad Street med Harrow & Wealdstone og Watford Junction på West Coast Main Line. De fleste af disse blev ledt af banen mellem South Hampstead og Camden Road, med stop på Primrose Hill, selvom nogle af disse gik via Hampstead Heath og blev ført til Watford-banen ved Willesden Junction. Da Broad Street lukkede i 1986 kørte Watford-togene kun i myldretiderne, og de blev omledt til Liverpool Street gennem en ny forbindelse i Hackney, kaldet Graham Road Curve. Da disse tog ofte blev aflyst og nogle planlagt at ankomme til Liverpool Street Station efter arbejdsdagens begyndelse (samt at køreplanen heller ikke var passende for kontorarbejdere om aftenen), var benyttelsen meget lav og efter få år ophørte den.
I 2000 begyndte Anglia Railways en betjening mellem Basingstoke og Ipswich ved brug af dele af North London Line. Betjeningen blev kaldet London Crosslink og gik op til fem gange om dagen med omtrentligt to timers intervaller. Togene standsede kun på større stationer såsom Staines, Feltham og Brentford. På North London Line standsede togene kun på Stratford, Highbury & Islington, Camden Road (enkelte afgange), West Hampstead og Willesden Junction. Betjeningen ophørte i 2002.
Vekselstrømselektrificeringen af den østlige del af North London Line foregik på det tidligere uelektrificerde nordlige sæt spor, der samtidig blev reduceret til enkeltspor enkelte steder. Mellem Canonbury og Highbury & Islington findes en bane, der forbinder til East Coast Main Line ved Finsbury Park Station. Denne blev tidligere benytte til at føre passagertog til/fra diverse stationer i Nordlondon (såsom Edgware, Alexandra Palace, High Barnet, Welwyn Garden City med flere) gennem dele af North London Line til Broad Street Station. Siden åbningen af den elektrificerde forstadsbane Great Northern Electrics, hvortil der i 1970'erne blev omledt tog til Moorgate og King's Cross Stationer, er denne forbindelse dog kun blevet benyttet til godstog. Denne blev også gjort enkeltsporet sideløbende med vekselstrømselektrificeringen af North London Lines østlige del.

## Rute

### Spor
Det meste af banen går i en kurve gennem Nordlondon. Kun Richmond og Kew Gardens Stationer i den vestlige ende ligger syd for Themsen. Flodkrydsningen sker på Kew Railway Bridge på spor, der deles med London Undergrounds District line. Beliggenheden af det østlige yderpunkt har varieret gennem årene. Mellem 1944 og 1986 var det på Broad Street Station, og derefter blev det North Woolwich. Den blev afskåret til Stratford. Hampstead Heath-tunnelen går under Hampstead mellem Finchley Road & Frognal og Hampstead Heath. Banen er dobbeltsporet hele vejen, dog med et mix af trippel- og firdobbelt spor mellem Camden Road og Dalston Kingsland. Den tidligere North Woolwich-gren indebar en strækning med enkeltspor mellem Custom House og North Woolwich Stationer, og Broad Street-grenen havde på et tidspunkt fire spor.
Under lukningen i februar-maj 2010 gennemgik Caledonian Road & Barnsbury, Highbury & Islington og Canonbury Stationer omfattende ombygninger. Den gennemgående rute blev flyttet til afgravningens nordlige side, for at den forlængede East London Line kan betjene Highbury & Islington og Canonbury på et sæt fuldstændigt adskilte spor i afgravningens sydlige side. Vest for Highbury & Islington skifter passagerbanen til det inderste par spor, mens det ydre par benyttes af godstog, hvor alle spor har køreledninger.

### Strømforsyning
Banen er elektrificeret med tredjeskinnesystemet fra Richmond til Acton Central. Der benyttes køreledninger fra Acton Central til Stratford. Banen til Broad Street benyttede tredjeskinne og da der gennemkørende tog til North Woolwich begyndte i 1985, benyttede togene tredjeskinnen hele vejen. Da togene blev erstattet nogle få år senere med litra 313-tostrømstog blev det muligt at benytte køreledningsudstyr, der var blevet monteret på dele af banen for godstog. Der havde været nogle uventede problemer med jordinger fra tredjeskinnesystemet, som dette løste. Brugen heraf blev stødt forlænget og togene skulle lave en række skift mellem traktionsstrømforsyningerne på deres korte rejse. Dette var på Dalston Kingsland, Camden Road og Acton Central. Med den endelige opgradering af banen mellem Camden Road og Stratford blev behovet for skift af traktionstype på denne strækning elimineret, og nu foregår det eneste skifte på Acton Central.

## Forbindelser
Banen krydser eller berører en lang række af andre jernbaner, især baner gående ud fra det centrale London. Dette giver muligheder for at bevæge sig mellem separate dele af Londons forstæder uden at skulle entrere den centrale zone.

### Skiftemuligheder jf. netværkskortet
- på Richmond, til og fra South West Trains-linjer inklusive Kingston Loop Line.
- på Gunnersbury, forbindelse mellem NLL-tog nord for stationen til District line-tog øst for stationen.
- på Willesden Junction, med Bakerloo line, Watford DC Line og West London Line.
- på West Hampstead, med Jubilee line- og First Capital Connect (Thameslink)-stationer, der er beliggende en kort gåtur på hver side af NLL-stationen.
- på Gospel Oak, til og fra Gospel Oak to Barking Line (London Overground).
- på Highbury & Islington, til og fra Victoria line og East London Line. På hverdage er der også tog, opereret af First Capital Connect til Moorgate, Finsbury Park og forbindelser til Great Northern Line.
- på Canonbury, med East London Line.
- på Stratford, til og fra Central line, Great Eastern Main Line Greater Anglia-tog mellem East Anglia og Liverpool Street, Jubilee line og Docklands Light Railway.

### Andre skiftemuligheder
- på Brondesbury, til og fra Kilburn Station på Jubilee line.
- på Finchley Road & Frognal, til og fra Finchley Road Station på Metropolitan line og Jubilee line, omkring 400 m væk.
- på Camden Road, der er omkring 400 m fra Camden Town på Northern line.
- på Caledonian Road & Barnsbury, der er cirka 0,5 km fra Caledonian Road på Piccadilly line.
- på Hackney Central, der er cirka 500 m fra Hackney Downs Station for Greater Anglia-tog.
- på South Acton, til og fra Acton Town Station på Piccadilly line og District line, der ligger en god kilometer væk.
- på Dalston Kingsland, hvor der 200 m væk kan skiftes til East London Line på Dalston Junction

### Tidligere skiftemuligheder
- på North Woolwich kunne passagerer krydse Themsen gennem Woolwich gangtunnel eller den gratis færge til Woolwich Arsenal Station for forbindelser på North Kent Line til Medway Towns, Gravesend, Dartford, Sidcup, Abbey Wood, Blackheath, Lewisham, Greenwich og det centrale London.

## Nuværende drift

### Rullende materiel
London Overground benytter litra 378 Capitalstar firvogns-tostrøms-eltog, der er kompatibel med både 750V DC tredjeskinne og 25kV AC køreledning. Litra 378 Capitalstars erstattede litra 313-tog, der var udfaset fra banen i februar 2010.

### Betjeningsniveau
Tog kører syv dage om ugen fra omtrent kl. 6 (kl. 9 om søndage) til kl. 23:30. I myldretiderne er der 4 tog pr. time mellem Richmond og Stratford, og fire tog pr. time kører mellem Clapham Junction og Stratford som West London Line-betjeninger, hvilket udgør en total på 8 tog pr. time mellem Willesden Junction og Stratford. Udenfor myldretiderne er der fire tog pr. time mellem Richmond og Stratford, og 4 tog pr. time på West London Line mellem Clapham Junction og Willesden Junction, hvor to af disse fortsætter til Stratford, hvilket giver en total på 6 tog pr. time mellem Willesden Junction og Stratford. Indsættelsen af de nye firvognstog med klimaanlæg, kombineret med forbedrede signaler og passagerinformation har givet betjeningen en grundig overhaling, som gør den til et meget effektivt alternativ til at rejse gennem det centrale London for mange orbitalrejser.

### East London Line-forlængelsen
Fra marts 2011 har den forlængede East London Line skabt forbindelse til NLL med ELL-tog, der tilslutter sig banen vest for Dalston Kingsland og kører til Highbury & Islington.

## Foreslåede udviklinger

### Maiden Lane
Maiden Lane Station genåbnes muligvis af Camden Bydelsråd, men Office of Rail Regulation har dog ikke indlemmet dette i sine nuværende planer.

### Crossrail til Hounslow
Hounslow Bydelsråd har foreslået, at en del af North London Line benyttes som en gren af Crossrail til Hounslow. Dette vil medføre Crossrail-stop på Acton Central og South Acton. Denne afgrening blev dog ikke en del af den endelige anlægslov, men kan muligvis udgøre en del af en senere udvidelse.

### Old Oak Common
Under den tidligere regerings planer for High Speed 2-banen fra London Euston til Birmingham vil en ny station, kaldet Old Oak Common blive anlagt i 2025, og betjene North London Line, West London Line, High Speed 2 og Crossrail. Den nye regering støtter dette efter først at have været i mod det.

### North Acton
En anden ny station ved North Acton er foreslået for skiftemulighed med Central line. Da dette muligvis kræver en flytning af Central line-stationen mod øst, er dette mere et ønske.

### High Speed 2
Den planlagte forbindelse mellem den foreslåede High Speed 2-bane og den eksisterende High Speed 1 vil gøre brug af North London Lines linjeføring omkring Camden Road Station, hvilket kan reducere banens eksisterende eller fremtidige kapacitet. Grundet sine store investeringer i banen og passagervæksten på den er Transport for London imod linjeføringens brug som forbindelse mellem de to højhastighedsbaner.

## Lukkede stationer
Lukkede stationer, bortset fra dem på banens lukkede strækninger, er:
- Kensal Green & Harlesden
- Maiden Lane
- Mildmay Park
- Victoria Park

### City-forlængelsen
Den 1. november 1865 åbnede NLR sin City-forlængelse, primært på en viadukt fra en trekantsudfletning ved Dalston til Broad Street i City med disse stationer:
- Dalston Junction
- Haggerston
- Shoreditch
- Broad Street

Forlængelsen lukkede den 30. juni 1986, men selvom sporet blev fjernet, forblev viadukten. I 2010 blev ruten genåbnet som en del af den forlængede East London Line, der, ligesom North London Line, opereres af London Overground.

### North Woolwich-sektion
Den 10. december 2006 lukkede den tidligere Eastern Counties and Thames Junction Railway-bane mellem Stratford og North Woolwich, for at give plads til anlæg af Docklands Light Railway-banen til Stratford International mellem Stratford og Canning Town. En del af den sydlige ende af den lukkede strækning vil benyttes til Crossrail.
De lukkede NLL-stationer er:
- Stratford (nedre niveau)
- West Ham
- Canning Town
- Custom House
- Silvertown
- North Woolwich

DLR og Jubilee line betjener stadig de tre førstnævnte stationer.
DLR-banen til Stratford International benytter de tidligere NLL-perroner på Stratfords nedre niveau. NLL-tog ender nu på nye perroner på nordsiden af stationens øvre niveau.